# ロイス＝ゲーラ侯国

ロイス＝ゲーラ侯国
Fürstentum Reuß-Gera

国の標語: Ich bau auf Gott国歌: Heil unserm Fürsten, Heil!
ドイツ帝国内におけるロイス＝ゲーラ侯国

ロイス＝ゲーラ侯国（ドイツ語: Fürstentum Reuß-Gera）は、ドイツのテューリンゲン地方に存在した領邦国家。弟系ロイス侯家によって統治されたため、弟系ロイス侯国（独: Fürstentum Reuß jüngerer Linie）とも呼ばれる。

## 地理

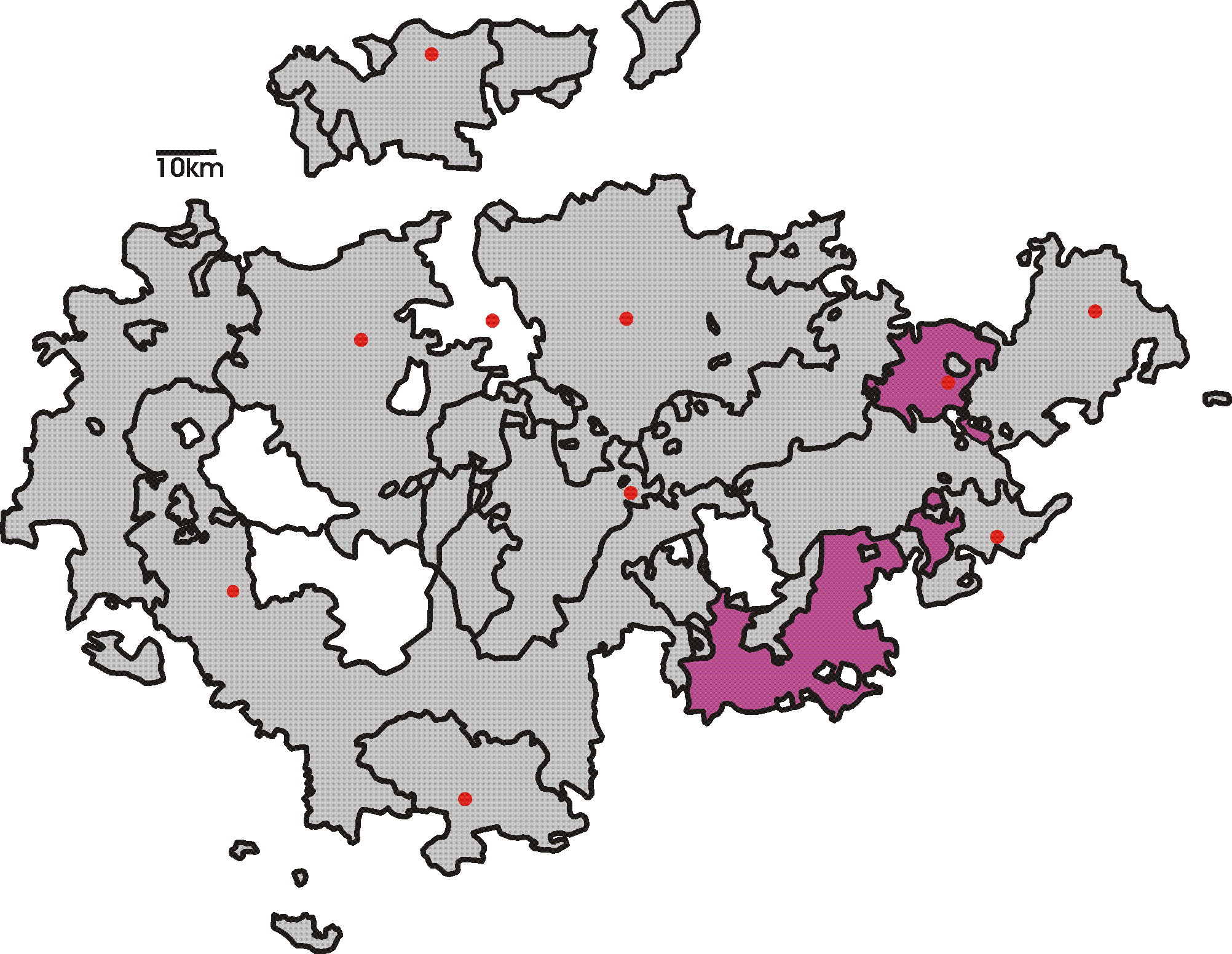
テューリンゲン諸国におけるロイス＝ゲーラ侯国（1900年）

テューリンゲン地方の東部にあった領邦で、首都はヴァイセ・エルスター河畔の都市ゲーラ。ドイツ帝国のもとでテューリンゲン諸邦と総称された領邦群のうちのひとつであり、ロイス家が君主であった2つの侯国のうちのひとつ（もう一国はロイス＝グライツ侯国）である。
テューリンゲン地方は、歴史的経緯から各国が大小の飛地を有して入り組んでいた。ロイス＝ゲーラ侯国も例外ではなく、首都ゲーラを含む領域よりも、南方（現在のグライツ郡からザーレ＝オルラ郡にかけて）に広がる飛地の方が広い面積を有していた。シュライツ (de:Schleiz) 、ローベンシュタイン (de:Bad Lobenstein) 、エーベルスドルフ (de:Ebersdorf (Saalburg-Ebersdorf)) といった一族の古い拠点も、飛地のほうに含まれる。
ドイツ帝国の時代、ゲーラを含む領域は、東と西にザクセン＝アルテンブルク公国の領土に挟まれ、南にザクセン＝ヴァイマル＝アイゼナハ大公国の領土に接し、北にプロイセン王国ザクセン州 (de:Provinz Sachsen) と接していた。
飛地は、同族であるロイス＝グライツ侯国（兄系ロイス侯国）の領域と入り組み、南にザクセン王国と境界を接していた。

## 歴史

### 前史：弟系ロイス家の3侯国
16世紀に分かれたロイス家の末弟の系統（弟系ロイス家）は、ロイス＝ゲーラ家 (de:Reuß-Gera) を本家として多くの分枝に分かれた。領邦統治者の家門としては、ロイス＝シュライツ家 (de:Reuß-Schleiz) 、ロイス＝ローベンシュタイン家 (de:Reuß-Lobenstein) 、ロイス＝エーベルスドルフ家 (de:Reuß-Ebersdorf) などがある。このほか、領邦統治者ではない家門として、ロイス＝ケストリッツ家 (de:Reuß-Köstritz) などが出ている。
ロイス＝ローベンシュタイン家が1790年に帝国諸侯に列したのを皮切りに、1806年にはロイス＝エーベルスドルフ家、ロイス＝シュライツ家も帝国諸侯の地位の地位を得た。この間の1802年、弟系ロイス家の本家に当たるロイス＝ゲーラ家は断絶しており、その遺領はロイス＝シュライツ、ロイス＝ローベンシュタイン、ロイス＝エーベルスドルフの3侯国によって受け継がれた。
弟系3侯国は（兄系ロイス家のロイス＝グライツ侯国ともども）1807年にライン同盟に参加、1815年にはドイツ同盟に参加している。1824年にロイス＝ローベンシュタイン侯国は断絶し、遺領はロイス＝エーベルスドルフ侯ハインリヒ72世が継承した。

### 弟系ロイス侯国の成立と消滅
1848年、革命が波及する中で、ロイス＝ローベンシュタイン＝エーベルスドルフ侯ハインリヒ72世が退位、主権をロイス＝シュライツ侯ハインリヒ62世に譲渡した。これによりハインリヒ62世は、弟系ロイス家諸家の領土を統合することとなり、新たにゲーラを首都とする弟系ロイス侯国（ロイス＝ゲーラ侯国）を創設した。ハインリヒ62世は近代憲法を制定、立憲議会を開くなどの改革を行った。
兄の跡を継いだ2代侯ハインリヒ67世は、1866年にプロイセン王国と同盟を結び北ドイツ連邦に加盟。1871年、3代侯ハインリヒ14世の時にドイツ帝国の構成国となった。
同族の隣邦ロイス＝グライツ侯国を1902年に継いだハインリヒ24世は心身に障害を抱えていたため、ハインリヒ14世が摂政としてロイス＝グライツ侯国を実質的に治め、ハインリヒ27世に引き継がれた。
1918年、ドイツ革命が起き、ドイツ帝国が崩壊すると、君主制が廃止されて侯国は消滅した。兄系・弟系の両ロイス侯国の領域にはロイス人民州（Volksstaat Reuß、首都：ゲーラ）が成立したが、1920年にはテューリンゲン州（Land Thüringen）に統合された。

## 君主一覧

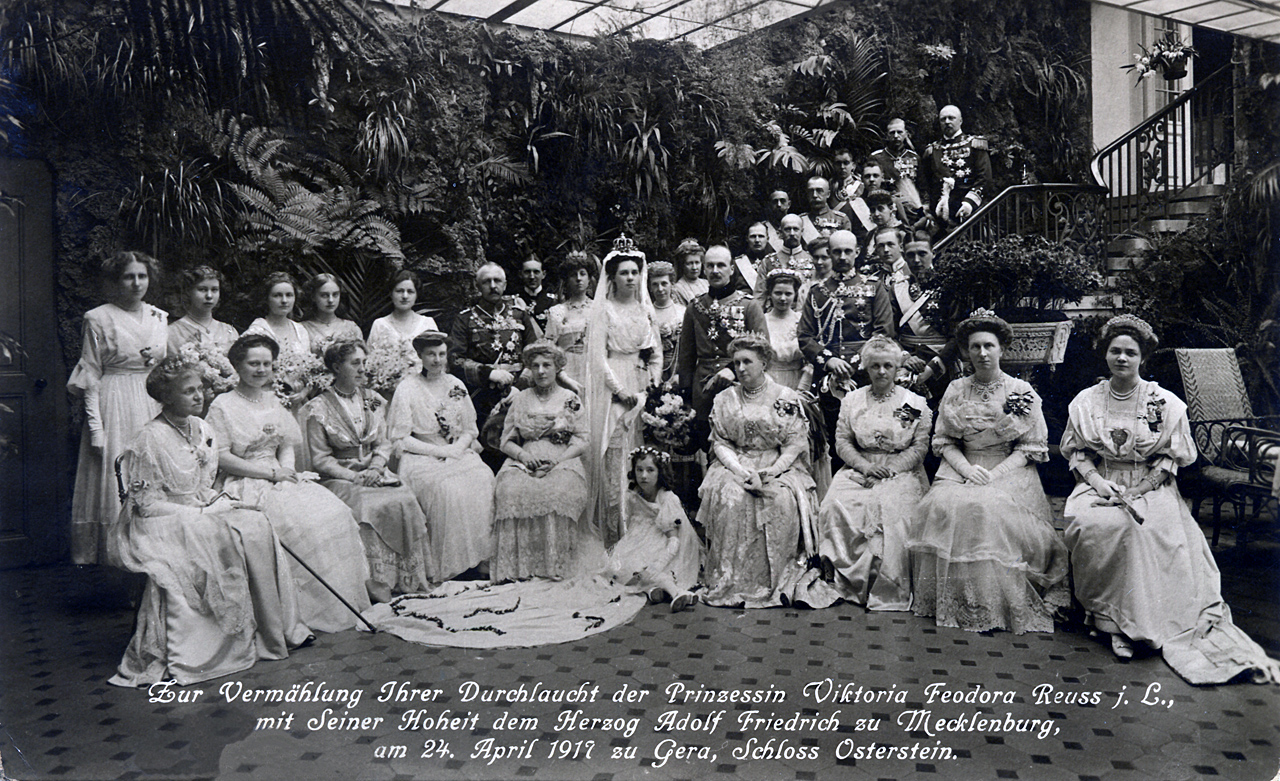
ハインリヒ27世の娘ヴィクトリア・フェオドラと、メクレンブルク公子アドルフ・フリードリヒ・ツー・メクレンブルクの結婚式（1917年）。居館Schloss Ostersteinにて。Schloss Osterstein は第二次世界大戦時の爆撃により一部を除き破壊された。

1. ハインリヒ62世 （1848年 – 1854年）
2. ハインリヒ67世 （1854年 – 1867年）
3. ハインリヒ14世 （1867年 – 1913年）
4. ハインリヒ27世 （1913年 – 1918年）

名に付された序数が即位順を示すものではないのが特徴的であるが、これは男子にすべて「ハインリヒ」という名を付けるロイス家の伝統による（ロイス家#「ハインリヒ」の名と序数参照）。
兄系ロイス家のハインリヒ24世が1927年に没したため、ハインリヒ27世がロイス家全体の家長となり、名目上のロイス侯の称号を称した。ハインリヒ27世の子ハインリヒ45世は、第二次大戦後ソ連占領軍に拉致されて消息不明となった。ハインリヒ45世には実子がなく、生前に後継者として指名されていたロイス＝ケストリッツ家当主のハインリヒ4世がロイス家の家長となった。
なお、ハインリヒ45世はロイス＝ケストリッツ家分枝のハインリヒ1世を養子（個人財産の相続人）としており、姪のヴォイツラヴァ・フェオドラ・ツー・メクレンブルクと結婚させていた。しかし、ハインリヒ45世の財産は第二次大戦後に占領軍によって接収されている。